# Agallia dissimilis
Agallia dissimilis är en insektsart som beskrevs av Dutra 1976. Agallia dissimilis ingår i släktet Agallia och familjen dvärgstritar. Inga underarter finns listade i Catalogue of Life.